# Arseniosyderyt
Arseniosyderyt – minerał klasy arsenianów.

## Właściwości
Krystalizuje w układzie jednoskośnym. Wykształca kryształy o pokroju igiełkowym. Występuje w skupieniach promienistych, ziarnistych, zbitych. Często spotykany jako pseudomorfoza po skorodycie. Jest minerałem kruchym i nieprzezroczystym. 

## Występowanie
Występuje w utlenionych złożach bogatych w arsen. Towarzyszą mu hematyt, goethyt, kwarc, romancheit, natrojarosyt, skorodyt, baryt oraz erytryn. 

## Miejsce występowania
Typową lokalizacją jest Francja. Występuje także w Australii, Austrii, Niemczech, Grecji, we Włoszech, Meksyku, Maroku, Hiszpanii, Anglii i USA (Nevada, Utah). W Polsce spotykany na Dolnym Śląsku.